# Буржери, Жан-Батист Марк
Жан-Батист Марк Буржери (фр. Jean-Baptiste Marc Bourgery; 19 мая 1797, Орлеан — июнь 1849, Париж) — французский учёный, врач, анатом. Доктор медицины.

## Биография

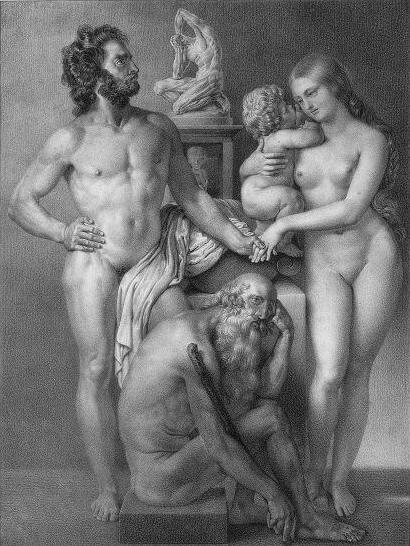
Фронтиспис «Атласа анатомии человека и оперативной медицины» (1832—1851)

В 1811 году поступил в Парижскую медицинскую школу. С 1815 года обучался в Париже на курсах в Музее естественной истории натуралиста Жана Батиста Ламарка (1744—1829). В 1817 и 1818 годах награждался призами практической школы медицинского факультета Парижа, в 1819 году получил золотую медаль в больницах Парижа. С 1817 по 1820 год проходил интернатуру в парижских больницах, затем несколько лет был медиком на металлургическом заводе в Ромийи-сюр-Сен. В 1827 году вернулся в Париж и получил докторскую степень по медицине.
В 1830 году, будучи уже знаменитым врачом, доктором медицины Буржери начал работу над «Traité complet de l’anatomie de l’homme: comprenant la médicine opératoire» («Атласом анатомии человека и оперативной медицины»). Это 2108-страничное издание фолио-размера текста и 726 цветных литографий в восьми томах стало одним из самых авторитетных медицинских руководств своего времени. Но главной его славой стали подробные иллюстрации, сделанные художником Николя Анри Жакобом, учеником знаменитого Жака-Луи Давида. Они считаются ныне классикой реалистической живописи.
Буржери работал над атласом до своей смерти в 1849 году, последний том был опубликован посмертно. Его анатомический Атлас, который был не только массовым событием в истории медицины, но и сегодня остается одним из наиболее всеобъемлющих и красиво иллюстрированных анатомических трактатов.

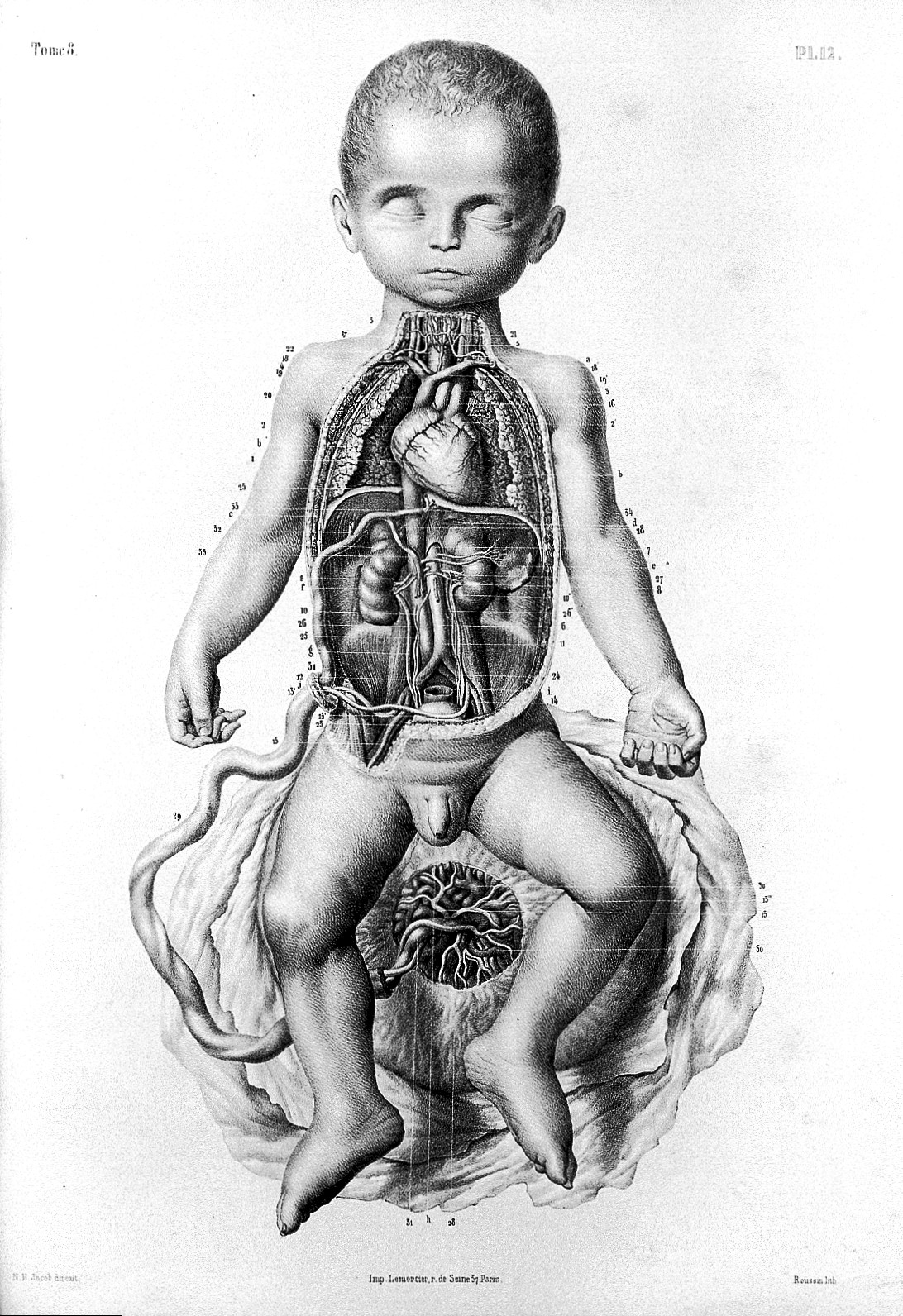
Иллюстрация Атласа